# DVBBS
DVBBS (de l'anglais dubs) est un duo canadien de musique électronique, originaire d'Orangeville, en Ontario. Il est formé en 2012 par les deux frères Chris Andre (né Christopher van den Hoef le 1er janvier 1990) et Alex Andre (né Alexandre van den Hoef le 17 octobre 1991),. Le duo est mondialement connu pour son single Tsunami réalisé en collaboration avec le musicien américain Borgeous.

## Histoire

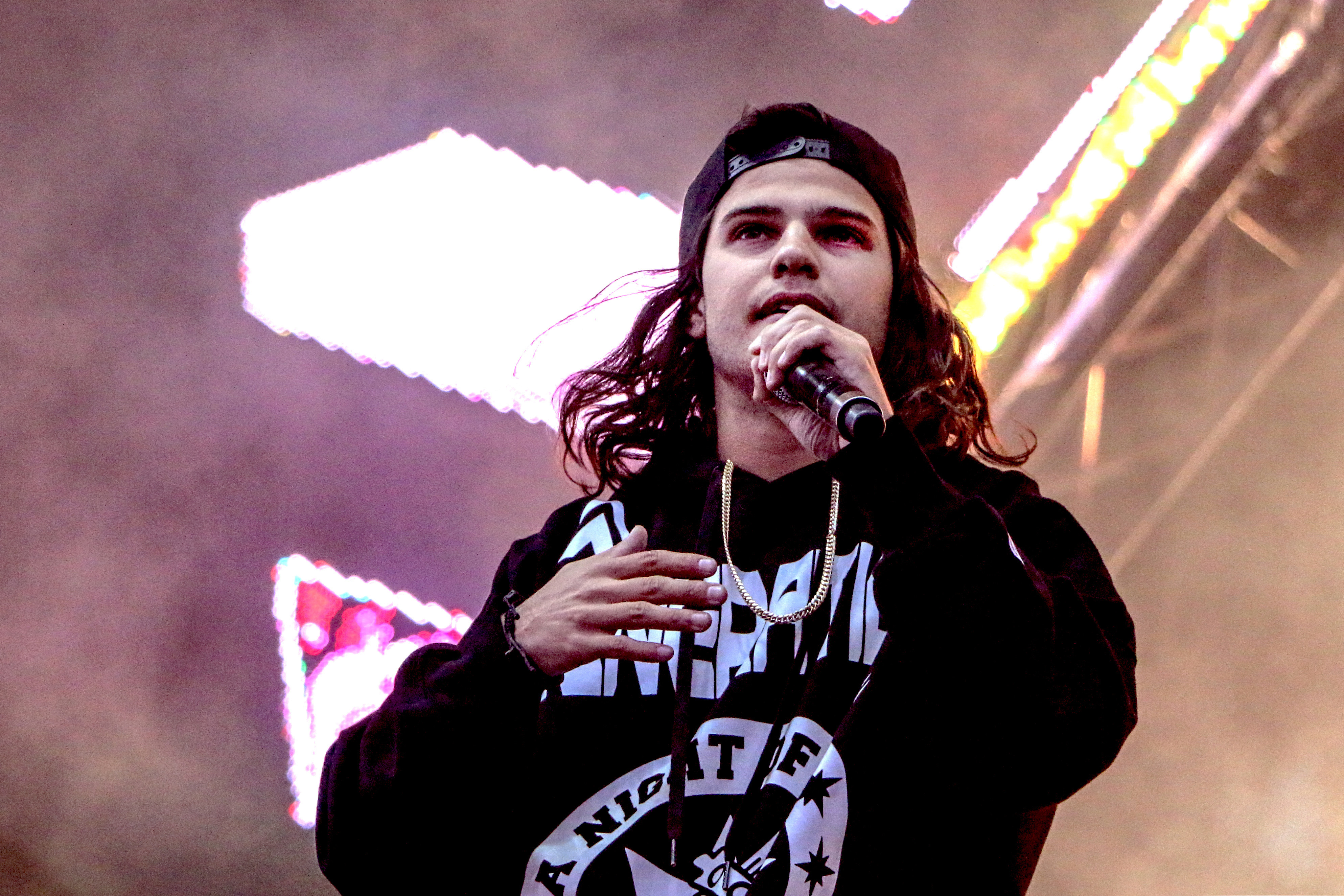
DVBBS @ VELD 2016.

Les frères Andre naîssent à Orangeville, dans la province de l'Ontario. Ils passent une partie de leur enfance en Grèce et aux Pays-Bas. Ils vivent à Los Angeles où ils signent un contrat avec Josh Herman, le manager de STRVCTVRE Artist Management. Le duo DVBBS enregistre son premier EP, Initio, en deux mois,. Cet EP, sorti en mars 2012 est inspiré de nombreux styles musicaux tels que la house, l'electro, le dubstep ou encore le reggae,.
Leur single le plus célèbre est sans aucun doute Tsunami. Au départ, il ne leur est pas attribué. Le titre est joué lors de nombreux festivals de musique où il connait un grand succès pendant plusieurs mois. Il est notamment promu par le DJ néerlandais Sander van Doorn, bien qu'il affirmait ne pas en être le producteur. Bien qu'il présente des similitudes avec les titres de Blasterjaxx, personne ne confirme qu'il s'agissait de son travail. Finalement, l'animateur Pete Tong confirme qu'il s'agit d'une collaboration entre DVBBS & Borgeous lors de son radio show sur BBC Radio 1 le 16 août 2013. Le titre est officiellement rattaché au label de Sander van Doorn le 19 août,. Dès sa sortie, ce single se classe partout dans le monde, notamment en Belgique, en Autriche, au Danemark, en Suède, en France et au Canada. Il atteint la première place aux Pays-Bas et au classement Beatport 100.
DVBBS joue à de nombreux festivals de musique électronique, notamment en Amérique du Nord, et a partagé des sets avec de nombreux DJs tels que Tiësto, Steve Aoki, MSTRKRFT, LMFAO, Dimitri Vegas & Like Mike, Calvin Harris, deadmau5, Dragonette ou encore Far East Movement entre autres. En 2013, ils participent à la tournée américaine d'Adventure Club. En 2014, ils participent au Summer Festival à Anvers puis pour la première fois au festival mondialement reconnu Tomorrowland à Boom, en Belgique. Exceptionnellement, le festival est étendu sur deux week-ends pour les dix ans de l’événement.

## Discographie

### EP
- 2012 : Initio

### Singles
| Titre                                                                | Année | Meilleure position | Meilleure position | Meilleure position | Meilleure position | Meilleure position | Meilleure position | Meilleure position | Meilleure position | Meilleure position | Meilleure position | Album         |
| Titre                                                                | Année | CAN                | BEL (Vl)           | BEL (Wa)           | DEN                | FRA                | ALL                | P-B.               | SUÈ                | SUI                | UK                 | Album         |
| -------------------------------------------------------------------- | ----- | ------------------ | ------------------ | ------------------ | ------------------ | ------------------ | ------------------ | ------------------ | ------------------ | ------------------ | ------------------ | ------------- |
| Tsunami (avec Borgeous)                                              | 2013  | 90                 | 1                  | 1                  | 9                  | 3                  | 18                 | 1                  | 3                  | 17                 | —                  | NC            |
| Stampede (avec Dimitri Vegas & Like Mike & Borgeous)                 | 2013  | —                  | 30                 | —                  | —                  | 112                | —                  | —                  | —                  | —                  | —                  | NC            |
| Immortal (avec Tony Junior)                                          | 2014  | —                  | —                  | —                  | —                  | —                  | —                  | —                  | —                  | —                  | —                  | NC            |
| This Is Dirty (avec MOTi)                                            | 2014  | —                  | —                  | —                  | —                  | —                  | —                  | —                  | —                  | —                  | —                  | NC            |
| Gold Skies (avec Sander van Doorn & Martin Garrix featuring Aleesia) | 2014  | —                  | —                  | —                  | —                  | —                  | —                  | —                  | —                  | —                  | —                  | Gold Skies EP |
| Déjà Vu (avec Joey Dale featuring Delora)                            | 2014  | —                  | —                  | —                  | —                  | —                  | —                  | —                  | —                  | —                  | —                  | NC            |
| We Were Young                                                        | 2014  | —                  | —                  | —                  | —                  | —                  | —                  | —                  | —                  | —                  | —                  | NC            |
| Pyramids (avec Dropgun featuring Sanjin)                             | 2014  | —                  | —                  | —                  | —                  | —                  | —                  | —                  | —                  | —                  | —                  | NC            |
| Voodoo (avec Jay Hardway)                                            | 2015  | —                  | —                  | —                  | —                  | —                  | —                  | —                  | —                  | —                  | —                  | NC            |
| Always                                                               | 2015  | —                  | —                  | —                  | —                  | —                  | —                  | —                  | —                  | —                  | —                  | NC            |
| White Clouds                                                         | 2015  | —                  | —                  | —                  | —                  | —                  | —                  | —                  | —                  | —                  | —                  | NC            |
| Raveheart                                                            | 2015  | —                  | —                  | —                  | —                  | —                  | —                  | —                  | —                  | —                  | —                  | NC            |
| Never Leave                                                          | 2015  | —                  | —                  | —                  | —                  | —                  | —                  | —                  | —                  | —                  | —                  | NC            |
| Angel (feat Dante Leon)                                              | 2016  | —                  | —                  | —                  | —                  | —                  | —                  | —                  | —                  | —                  | —                  |               |
| La La Land (avec Shaun Frank feat Delaney Jane)                      | 2016  | —                  | —                  | —                  | —                  | —                  | —                  | —                  | —                  | —                  | —                  |               |
| Switch (avec MOTi)                                                   | 2016  | —                  | —                  | —                  | —                  | —                  | —                  | —                  | —                  | —                  | —                  |               |
| 24K                                                                  | 2016  | —                  | —                  | —                  | —                  | —                  | —                  | —                  | —                  | —                  | —                  |               |
| Lose My Mind                                                         | 2021  | —                  | —                  | —                  | —                  | —                  | —                  | —                  | —                  | —                  | —                  |               |

### Autres singles
- 2012 : Love and Lies (Universal Music Canada)
- 2012 : DRVGS avec Hayley Gene (Universal Music Canada)
- 2013 : We Know avec Swanky Tunes et Eitro (Showland Records / Spinnin' Records)
- 2013 :  We Are Electric avec Simon Wilcox (Kanary / Universal Music Canada)
- 2014 : Raveology avec VINAI (Spinnin' Records)

## Distinctions
- 2013 : Award du groupe à surveiller, Canadian Urban Music Awards[1].